# Campagne du Var
Deuxième Coalition
La campagne du Var oppose les Français commandés par le général Suchet aux Austro-Sardes commandés par le général Mélas. La confrontation a lieu en mai 1800.

## Présentation
Les généraux français Suchet et Garnier chassent les Austro-Sardes du général Mélas qui ont occupé le Comté de Nice et Nice elle-même le 12 mai 1800 pendant que la flotte anglaise bombarde les troupes françaises repliées à Saint-Laurent-du-Var.
Le 18 mai 1800, les Austro-Sardes abandonnent le Comté de Nice.